# Pyramide inversée (journalisme)
Pour les articles homonymes, voir Pyramide inversée.
La pyramide inversée est un style d'écriture journalistique qui hiérarchise un texte en indiquant immédiatement les éléments essentiels d'une information, répondant ainsi dès le premier paragraphe aux questions fondamentales (« Qui ? Quoi ? Où ? Quand ? Comment ? Pourquoi ? »). Les paragraphes suivants fournissent ensuite un développement de ces informations.
Cette méthode est principalement utilisée pour les informations d'actualités et les dépêches d'agences de presse.
Ce format permet aux lecteurs de connaître rapidement les informations importantes d'une nouvelle, même s'il devait interrompre sa lecture avant la fin du texte. Pour les journalistes, il permet d'adapter facilement un texte à une contrainte d'espace, puisqu'il suffit de couper depuis la fin du texte pour le raccourcir sans perdre les informations les plus importantes.